# Ана Віленіца
Ана Віленіца (нар. 16 липня 1978 року, Рієка, СФРЮ) — хорватська акторка театру, кіно і телебачення. 

## Біографія
Ана Віленіца народилася 16 липня 1978 року у Рієці. У 1998 році Віленіца вступила до Академії драматичного мистецтва у Сараєво, яку закінчила у 2003 році. Віленіца працює в театрі, а також знімається в кіно та бере участь у телевізійних проектах.

## Вибіркова фільмографія
- Привид у болоті (2006)
- Бікфордів шнур (2003)